# グロリア少年合唱団
グロリア少年合唱団（グロリアしょうねんがっしょうだん）は、本拠地を鎌倉のカトリック雪ノ下教会におくキリスト教系少年合唱団である。

## 特徴
- ボーイソプラノ、ボーイアルト、テノール、バスの混声4部を男性だけで構成する。
- 幼稚園年少から入団でき、変声後の高校三年生まで在籍できる。
- 海外演奏旅行を行う（およそ五年に一度）。
- プロの音楽家によるオーケストラがある。
- 宗教曲を中心に演奏する。
- カトリックの指導理念に基づき、豊かな人間形成を目指している。年齢も学校も異なる縦割り集団のなかで、少年たちの責任感、誇り、社会性、思いやり、マナーを養うことを目標とする。

## 沿革
1959年に吉井継太郎によって設立された。2009年には50周年記念演奏会を行った。メサイア (ヘンデル)演奏会は25回を数える。

## 指導者
- 初代団長: 吉井継太郎（創設者、故人）
- 現団長: 松村努(本合唱団のOBで東京芸術大学声楽科卒業の合唱指揮者、日本合唱指揮者協会理事)

## クラス構成
- ピッコロクラス（幼稚園年少・親子参加）
  - 毎週水曜15:00-16:00
  - リトミックが中心。楽譜は使用しない。
- Cクラス（幼稚園年長・年中）
  - 毎週水曜16:00-17:30
  - 歌が中心。 楽譜は使用しない。
- Bクラス（小学校1年・2年）
  - 毎週火曜16:00-18:00
  - 二部合唱が始まる。
- Gクラス（小学校3年から変声まで）とMクラス（変声から高校3年まで）
  - 毎週日曜15:00-18:00
  - オーケストラと共演し、メサイアなどの宗教音楽を歌う。また、海外演奏旅行を行う。

三年生になる前にBからGに上がることもある。たとえば、2012年の海外演奏旅行の準備のため、2011年には2年生全員がGに上がった。

## 男声合唱団
高校卒業後は、併設されている男声合唱団に入団することができる。男声合唱団のメンバーは、Mクラスと一緒に演奏会に出演し、海外演奏旅行にも参加する。

## オーケストラ
プロの音楽家からなるオーケストラがあり、メサイア (ヘンデル)や海外演奏旅行の伴奏を務める。伴奏の対象は主にG・Mクラスだが、CクラスやBクラスの伴奏をすることもある。

## 演奏会
毎年12月23日にメサイア (ヘンデル)の全曲演奏会を行っている。他に定期演奏会、特別演奏会、ミニコンサート、鎌倉合唱祭などに出演する。

## 海外演奏旅行
- 1989第1回海外演奏旅行 イタリア
- 1994第2回海外演奏旅行 カナダ
- 2000第3回海外演奏旅行 フランス
- 2006第4回海外演奏旅行 スペイン・ポルトガル
- 2012第5回海外演奏旅行 ポルトガル・スペイン
- 2019(春)第6回海外演奏旅行（予定）